# Rrogozhinë
Rrogozhinë, Rrogozhina – miasto w Albanii, w obwodzie Tirana. W 2011 roku liczyło 7 049 mieszkańców.